# Церковь Пресвятой Троицы (Павлино)
Церковь Пресвятой Троицы (Троицкая церковь) — приходской православный храм в селе Павлино (Троицкое-Кайнарджи) городского округа Балашиха Московской области. Относится к Балашихинской епархии Русской православной церкви.

## История

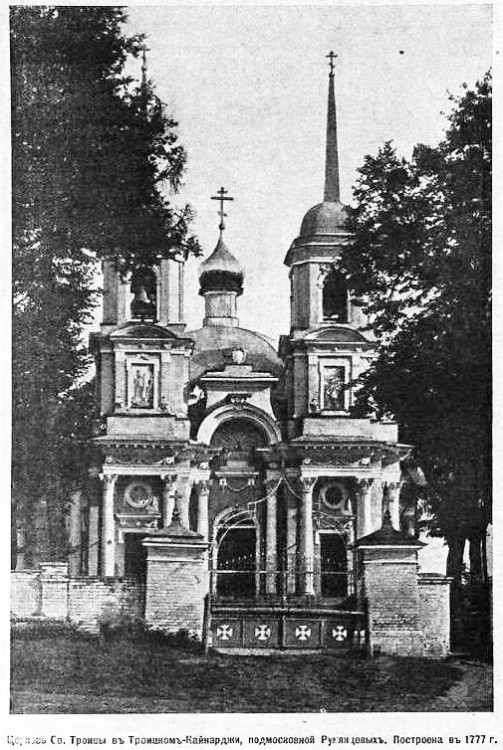
Вид храма до революции

Село Троицкое, принадлежавшее русскому полководцу Петру Румянцеву-Задунайскому с 1760 года, в 1775 году получило дополнительное название Кайнарджи в память победы над Турцией и заключения мира в Кучук-Кайнарджи. В течение следующего десятилетия усадьба превратилась в одну из крупнейших в Подмосковье. Были построены главный дом, Троицкая церковь, значительно расширен и перепланирован парк. Период процветания усадьбы закончился в 1830-х годах, после смерти сына фельдмаршала — Сергея Румянцева. Разделённое в 1838 году между двумя владельцами, имение Троицкое-Кайнарджи постепенно приходило в упадок. В настоящее время сохранились мавзолей Сергея Румянцева, летняя Воскресенская церковь и Троицкая церковь.
Троицкая церковь была построена в 1778—1787 годах в стиле раннего классицизма, архитектор Карл Бланк. Была каменной, до неё в усадьбе стояла деревянная Троицкая церковь с приделами в честь Боголюбской иконы Богородицы и Святого Николая. Крестообразный в плане кирпичный однокупольный храм с нарядным лепным и белокаменным убранством принадлежит к типу двухколоколенных церквей. Он входит в число самых необычных по архитектуре церковных сооружений Подмосковья. Его двухъярусный иконостас дошёл до наших дней почти не повреждённым. Близ храма находится усыпальница рода Румянцевых, многие годы владевших имением, а также небольшая кладбищенская Воскресенская церковь.
Храм не закрывался в годы гонений на Церковь и пережил изъятие церковных ценностей. Действует по настоящее время. С начала XX века настоятелем храма был протоиерей Алексий Никольский — труженик в деле духовного просвещения, закончивший жизнь свою мученическим венцом. На Юбилейном Архиерейском соборе 2000 года он был причислен к лику святых.
При храме работает воскресная школа. Его настоятелем с 2013 года является протоиерей Алексий Михаленя.
Святыней церкви Пресвятой Троицы является чтимый список Боголюбской иконы Божией Матери.